# Epiplema delicatula
Epiplema delicatula är en fjärilsart som beskrevs av W. Warren 1897. Epiplema delicatula ingår i släktet Epiplema och familjen Uraniidae. Inga underarter finns listade i Catalogue of Life.